# トローチ
トローチ（英: troche [ˈtroʊki, troʊʃ], pastille）は、主薬が唾液によって徐々に溶解することで口腔や咽頭などの粘膜に殺菌や収れんなどの局所的作用を示すように設計された製剤。

## 概説
日本薬局方では「医薬品を一定の形状に製したもので、口中で徐々に溶解又は崩壊させて、口腔、咽頭などに適用する製剤」と定義される。語源はギリシア語のtrochos（車輪）とされる。
アメリカ合衆国では亜鉛のトローチなど、サプリメントに使用される例がある。また、アメリカ海兵隊は、鎮痛剤（フェンタニルを含む成分）をトローチにして使用している。

## 風邪などの症状緩和

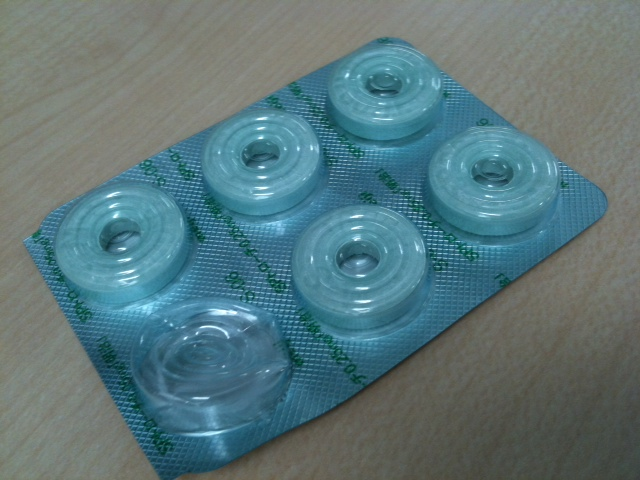
穴ありタイプ

### 概要と効能
風邪などによる喉の荒れ・痛み・腫れといった不快感を緩和し、口腔内の殺菌・消毒、口臭の除去効果もある。口内で時間をかけて溶かすことで効能を発揮するため、噛み砕いたり飲み込むと効果が薄れる。そのため甘味料や香料が添加されることが多い。穴は誤って飲み込んで気管支に詰まり窒息死する事故が多発したため、空気の通り道として開けられた。

### 成分
主に、抗生物質が入ったものと殺菌剤が入ったものに分かれる。成分は殺菌剤系（臭化ドミフェン、塩化デカリニウム、クロルヘキシジン）、抗生物質（テトラサイクリン、フラジオマイシン、グラミシジン、バシトラシン）、局所麻酔剤（アミノ安息香酸エチル）など。

## 処方箋医薬品の代表例
処方箋医薬品のトローチに関して述べる。

### ドミフェン
代表薬は『オラドール』。臭化ドミフェンは陽イオン界面活性剤で、脂肪を可溶化し蛋白質を変性させる性質がある。咽頭炎、扁桃炎、口内炎、口腔内の感染予防に用いる。トローチはハッカ味でSトローチはイチゴ味である。

### デカリニウム
代表薬は『SPトローチ』。デカリニウム塩化物は陽イオン界面活性剤である。咽頭炎、扁桃炎、口内炎、口腔内の感染予防に用いる。

### セチルピリジニウム
代表薬は『スプロール』。塩化セチルピリジニウムはピリジン環を有する四級アンモニウム化合物で、ブドウ球菌をはじめとしたグラム陽性菌に強い殺菌作用があるといわれている。咽頭炎、扁桃炎、口内炎に用いられる。